# Mycosphaerella pruni-persicae
Mycosphaerella pruni-persicae är en svampart som beskrevs av Deighton 1967. Mycosphaerella pruni-persicae ingår i släktet Mycosphaerella och familjen Mycosphaerellaceae.   Inga underarter finns listade i Catalogue of Life.